# Глобена
Глобена — деревня в Шекснинском районе Вологодской области.
Входит в состав сельского поселения Домшинского, с точки зрения административно-территориального деления — в Домшинский сельсовет.
Расстояние по автодороге до районного центра Шексны — 32 км, до центра муниципального образования Нестерово — 2 км. Ближайшие населённые пункты — Кожевниково, Леушкино, Митицыно, Нестерово.
По переписи 2002 года население — 10 человек.